# The Beginning (ONE OK ROCK單曲)
「The Beginning」，日本樂隊ONE OK ROCK的第7張單曲，於2012年8月22日發行。

## 簡介
- 與前作《Re:make/NO SCARED》相隔約1年1個月的新作。
- 標題曲《The Beginning》為佐藤健主演電影「浪客劍心」的主題曲。
- ONE OK ROCK最高銷量的單曲，登場回數亦達到自身單曲最長的20周[2]。
- The Beginning的Youtube影片為該樂團首支突破一億點閱率的影片[3]。

## 收錄曲

### CD
全碟作詞：Taka
1. The Beginning(4:55)
  - 作曲：Taka
  - 電影《浪客劍心》主題曲
  - 自身最長演奏時間的單曲。
2. 脫落自動控制（欠落オートメーション）(3:44)
  - 作曲：Toru/Taka
3. Notes'n'Words(4:49)
  - 作曲：Taka

## 備註
1. ↑  .   [2013-09-11]. （原始内容存档于2013-09-15）.
2. ↑  .   [2013-09-11]. （原始内容存档于2013-09-02）.
3. ↑  .   [2017-11-09]. （原始内容存档于2017-11-13）.